# 牛頭角上邨

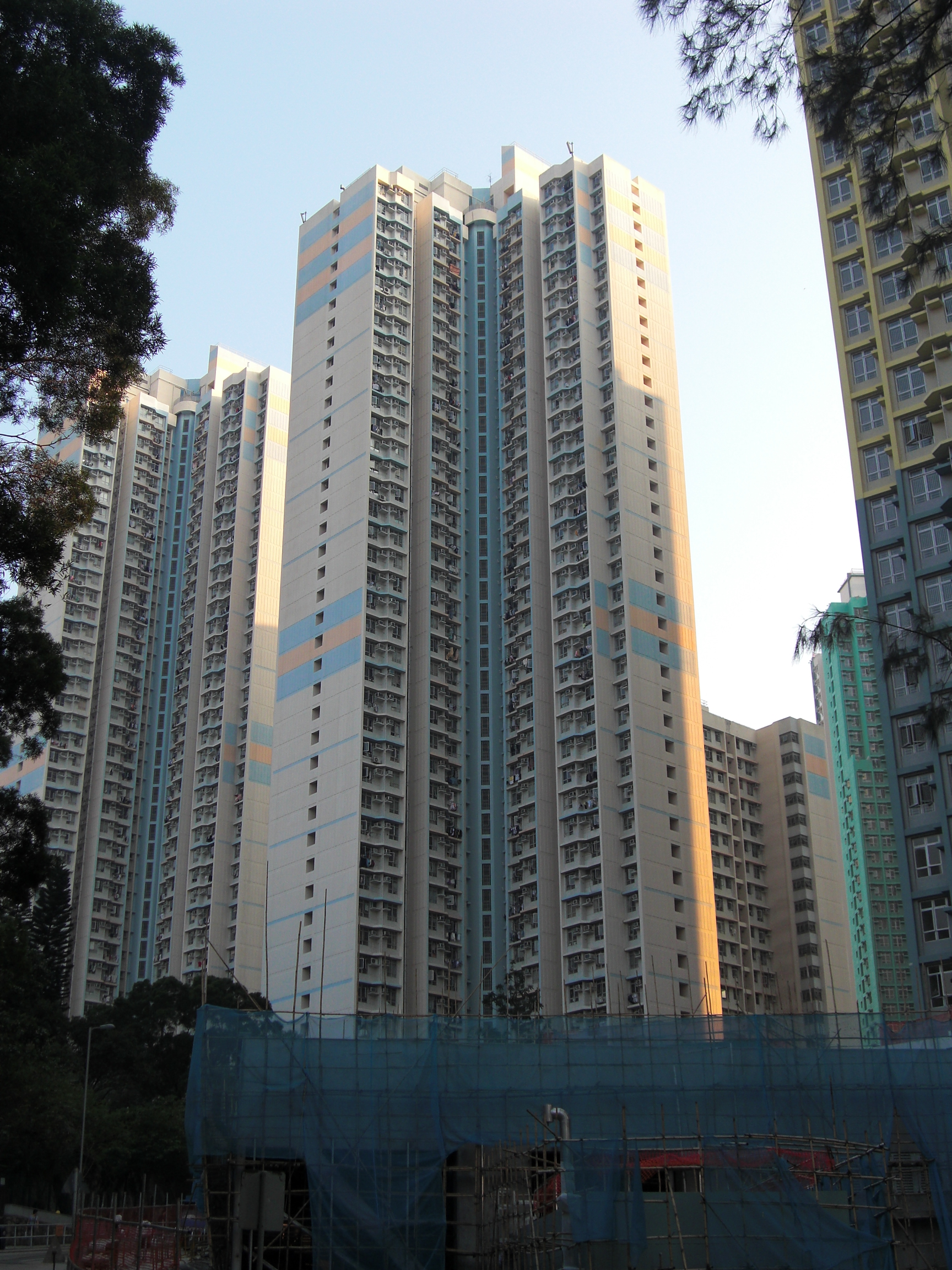
遠眺牛頭角上邨常滿樓及常逸樓

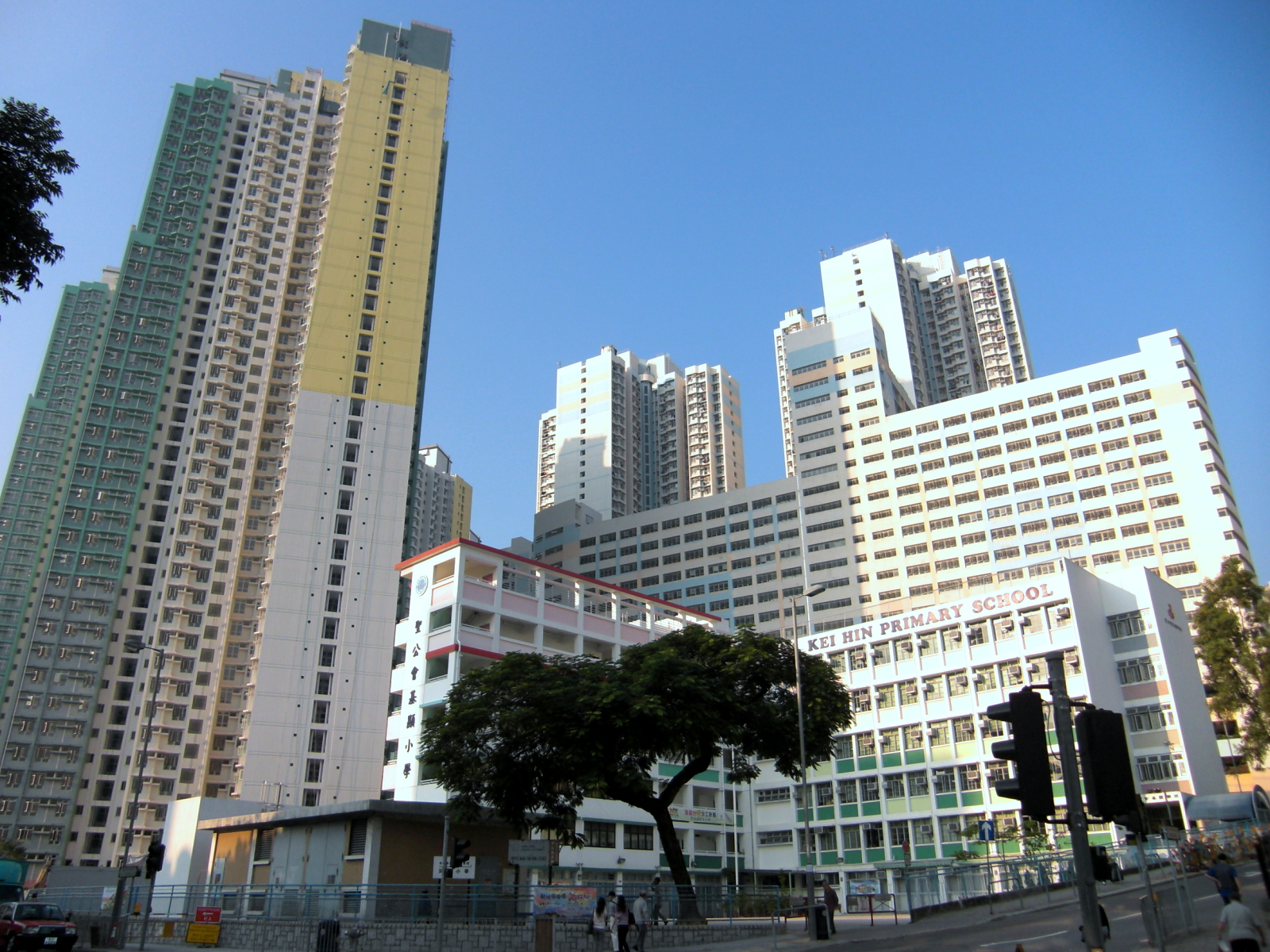
牛頭角上邨第一期（2003年4月）及第三期（2009年6月）

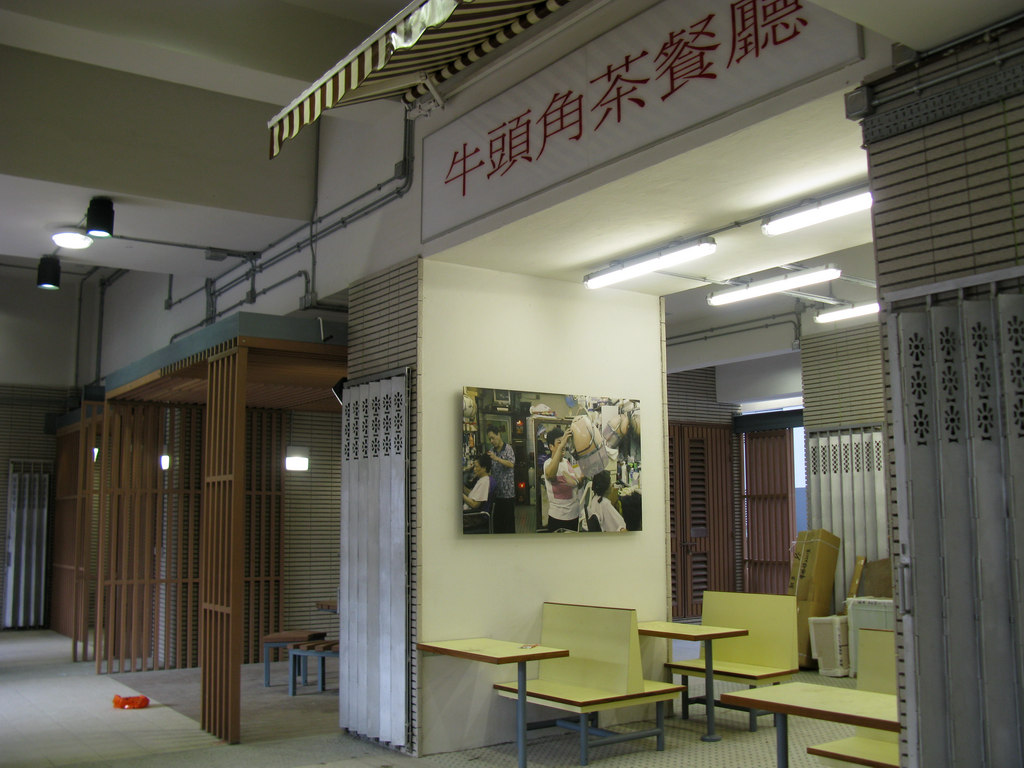
以茶餐廳為藍本的文物展覽區，設有可供休息的座位，並掛有名為「牛頭角茶餐廳」的招牌。

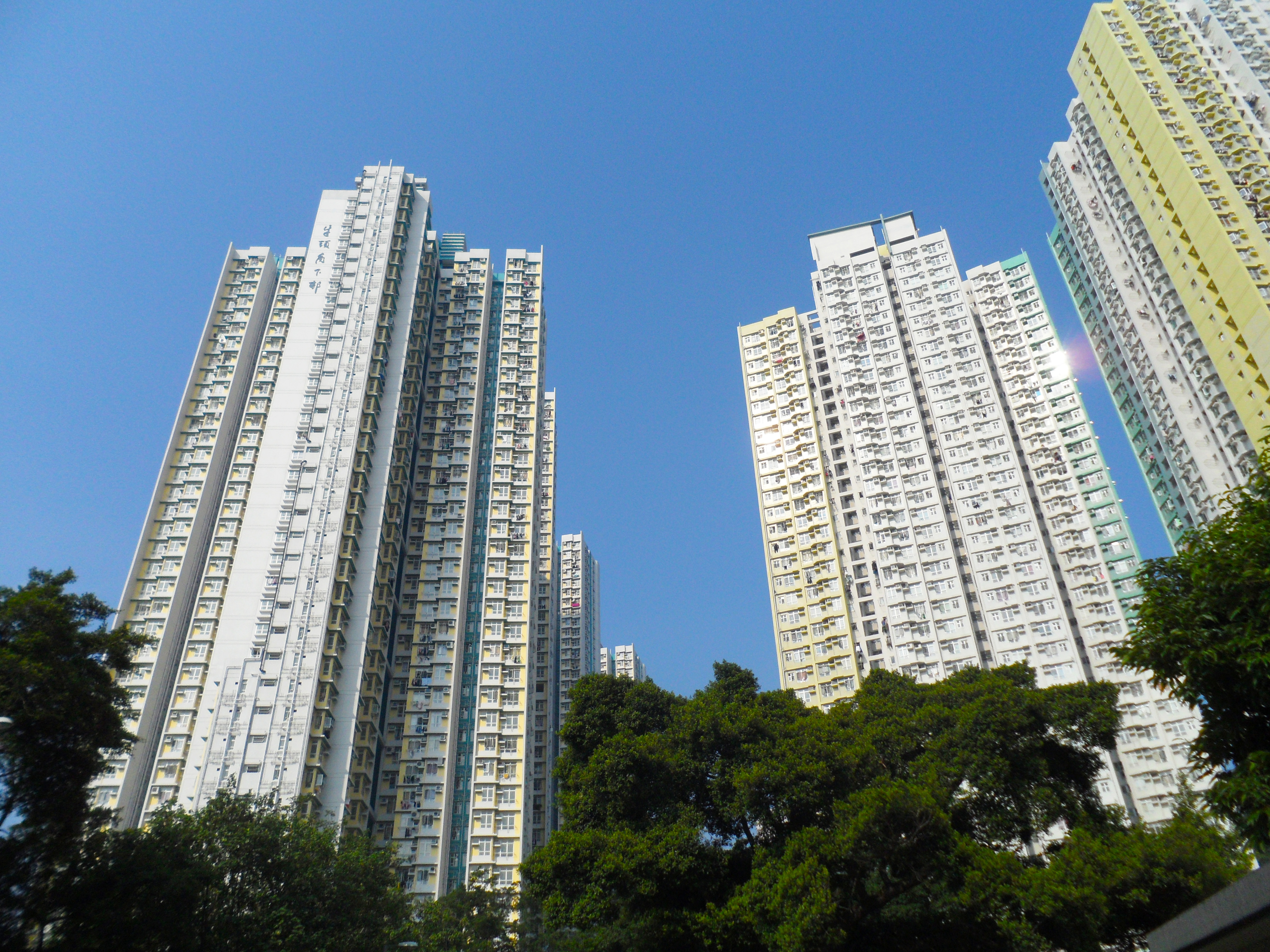
牛頭角下邨貴輝樓與牛頭角上邨常泰樓及常康樓

牛頭角上邨（英語：Upper Ngau Tau Kok Estate）是香港的公共屋邨之一，位於牛頭角中部，由前房屋署總建築師伍灼宜及房屋署總建築師（3）聯手設計，而第一期及第二、三期分別由中國建築和保華建築有限公司承建，並由香港房屋委員會負責屋邨管理。牛頭角上邨第二期和第三期獲得2007年香港環保建築協會 香港環保建築大獎及2010年優質建築大獎。

## 歷史及簡介
重建前的牛頭角上邨為前政府廉租屋邨，原稱牛頭角政府廉租屋邨，共有九座政府廉租屋大廈，分別於1967年至1968年間興建。屋邨的原址是一座採石山，1961年開始平整土地建廈。1973年，為配合房屋委員會成立，而改稱為牛頭角上邨；而當時位於該邨隔鄰的「牛頭角新區（徙置區）」則改稱為牛頭角下邨。按牛頭角政府廉租屋邨的興建計劃，分為「甲區」和「乙區」，後來落成的第1-5座位於甲區，而第9-12座則位於乙區；當中，較早期設計的乙區採用不設獨立廁所、主樓窗戶呈交錯式排列的過渡型新型政府廉租屋設計，除此邨外僅有黃大仙上邨東部五座大廈採用同樣設計，但均已拆卸；而甲區則採用設獨立廁所、垃圾房設於樓宇末端的早期新型政府廉租屋設計，並為遲一年落成的沙田坳邨、黃竹坑邨、高超道邨（後兩者部分座數改用加闊煮食區的早期新型政府廉租屋後期型設計）（均已拆卸重建）所應用。
由於當時第6-8座的原興建選址是在現花園大廈喜鵲樓一帶或者是牛下一區，可能後來那些地批了給房協又或者興建了徙置區，政府沒有興建第6-8座。 另一個說法是當年第6-8座的選址後來改為山坡上兩所小學的校舍。

## 重建
根據政府的「整體重建計劃」，早於1993年已把牛頭角上邨列入重建計劃，計劃分為「甲區」（舊第1-5座，原擬興建居屋）和「乙區」（舊第9-12座）。最終「乙區」的第9-12座於1998年5月31日永久封閉（原訂為1997年11月30日），同年底完成清拆，原址於2000年展開地基工程，但因為工程展開後發現地底岩石存有問題，需要額外加固地基。其後重建成為常逸樓、常滿樓及常悅樓，名為「牛頭角上邨第一期」。並於2002年夏季開始入伙，讓「甲區」餘下未獲搬遷的住戶優先選擇。而「甲區」的所有住戶在2002年10月31日遷出後，舊第1至5座則於2003年年底完成清拆，地基工程於2006年展開，共有6幢大樓，高40層，接收牛頭角下邨（二區）的拆建戶。新居已於2009年6月起陸續入伙，興建上邨的預算成本約13億元（以當時造價計算）。
因應近年屏風樓問題，加上原訂興建康和型大廈（由10座康和一型第一款，以及1座康和二型第二款大廈組成）的計劃受孫九招影響而腰斬，牛頭角上邨重建計劃是首個採用微氣候研究工程。此外，為增加居民的歸屬感，房署於2003年起便透過各大小工作坊及簡介會，讓居民參與上邨的規劃。房署建築師王國興指，透過工作坊與居民共同商討後，提出以茶餐廳為藍本設計文物展示區，並從下邨收集到的三個貨櫃舊物中，選出部分擺放於展示區，當中包括雕花鐵閘、招牌及傢俬等（其後得寶花園商場牛下新城亦採用同類概念）。
房屋署也因應居民的意見，稍為改動了上邨的設計，例如將原本以扶手電梯連接地下至平台，改為以升降機代替，並將通向各座住宅的斜路改為平路，方便長者及傷殘人士出入。至於原本偏離大廈出入口的座椅，亦重新放置於各大廈出入口附近，方便長者聚集休憩。另外，為了方便傷健人士與長者，各住宅樓層的公共走廊都加設了扶手。

## 屋邨資料

### 現時樓宇

#### 重建後的牛頭角上邨
牛頭角上邨重建第一期，包括兩座各40層高的和諧一型第六款公屋及一座20層高的單方向設計大廈。以上樓宇曾於2001年12月進行初步命名，但由於有意見認為命名不恰當，在翌年2月更改為現時名稱。所有大廈為改良型和諧式，常滿樓及常逸樓於每層大堂位置設一條平衡陣，家庭式單位廚廁改為類似新和諧式的設計但單位面積不變。
牛頭角上邨重建第二及三期是房屋署首批由新和諧式過渡至非標準設計大廈的公屋。合共6座約40層高大廈，提供4584個單位。前房屋署總建築師伍灼宜表示，大廈佈局是透過微氣候分析地盤日照和風向來決定，6座大廈分成兩組排列興建，分別享受山景和海景，並留下通風廊加強通風。邨內設有兒童遊樂場和長者健身區，照顧不同人口。值得一提的，上述特別新和諧大廈設計亦曾擬於何文田邨重建項目中應用，但因孫九招而作罷。
| 樓宇名稱（座號）       | 門牌號碼      | 樓宇類型                                             | 落成年份 | 層數              | 每層伙數                                    | 每座單位總數（伙） | 建築師                                              | 承建商           | 提供升降機的廠商 | 期數 （牛頭角上邨重建） | 原訂名稱   |
| ---------------------- | ------------- | ---------------------------------------------------- | -------- | ----------------- | ------------------------------------------- | ------------------ | --------------------------------------------------- | ---------------- | ---------------- | ----------------------- | ---------- |
| 常滿樓（第1期第1座）   | 安德道15號    | 和諧一型第六款 （第三代半）                          | 2002年   | 40                | 20                                          | 800                | 房屋署總建築師伍灼宜、 總建築師（3）、 建築師王國興 | 中國建築         | 乘賓（Sabiem）   | 1                       | 上滿樓     |
| 常逸樓（第1期第2座）   | 安德道15號    | 和諧一型第六款 連新和諧附翼四型（第三代半）          | 2002年   | 主樓：40 附翼：21 | 20（主樓） 28（連附翼）                     | 988                | 房屋署總建築師伍灼宜、 總建築師（3）、 建築師王國興 | 中國建築         | 乘賓（Sabiem）   | 1                       | 上逸樓     |
| 常悅樓（第1期第3座）   | 安德道15號    | 單方向設計大廈 （新和諧附翼小型單位連和諧式家庭單位) | 2002年   | 20                | 29 （4-14樓） 16 （15-16樓） 10 （17-20樓） | 391                | 房屋署總建築師伍灼宜、 總建築師（3）、 建築師王國興 | 中國建築         | 乘賓（Sabiem）   | 1                       | 上穩樓     |
| 常興樓（第2-3期第1座） | 牛頭角道189號 | 特別設計新和諧式大廈 （Z型，非標準式設計）           | 2009年   | 40                | 20                                          | 800                | 房屋署總建築師伍灼宜、 總建築師（3）、 建築師王國興 | 保華建築有限公司 | 東芝             | 3                       | （不適用） |
| 常盛樓（第2-3期第2座） | 牛頭角道189號 | 特別設計新和諧式大廈 （Z型，非標準式設計）           | 2009年   | 40                | 20                                          | 800                | 房屋署總建築師伍灼宜、 總建築師（3）、 建築師王國興 | 保華建築有限公司 | 東芝             | 3                       | （不適用） |
| 常富樓（第2-3期第3座） | 牛頭角道189號 | 特別設計新和諧式大廈 （Z型，非標準式設計）           | 2009年   | 40                | 20                                          | 800                | 房屋署總建築師伍灼宜、 總建築師（3）、 建築師王國興 | 保華建築有限公司 | 東芝             | 3                       | （不適用） |
| 常榮樓（第2-3期第4座） | 牛頭角道189號 | 特別設計新和諧式大廈 （Z型，非標準式設計）           | 2009年   | 40                | 20                                          | 800                | 房屋署總建築師伍灼宜、 總建築師（3）、 建築師王國興 | 保華建築有限公司 | 東芝             | 2                       | （不適用） |
| 常康樓（第2-3期第5座） | 牛頭角道189號 | 特別設計新和諧式大廈 （Z型，非標準式設計）           | 2009年   | 40                | 20                                          | 800                | 房屋署總建築師伍灼宜、 總建築師（3）、 建築師王國興 | 保華建築有限公司 | 東芝             | 2                       | （不適用） |
| 常泰樓（第2-3期第6座） | 牛頭角道189號 | 特別設計新和諧式大廈 （Z型，非標準式設計）           | 2009年   | 40                | 18                                          | 720                | 房屋署總建築師伍灼宜、 總建築師（3）、 建築師王國興 | 保華建築有限公司 | 東芝             | 2                       | （不適用） |

### 前代樓宇
| 重建前的牛頭角上邨 | 重建前的牛頭角上邨              | 重建前的牛頭角上邨 | 重建前的牛頭角上邨 | 重建前的牛頭角上邨                                                 | 重建前的牛頭角上邨  | 重建前的牛頭角上邨                |
| 樓宇座號           | 樓宇類型                        | 落成年份           | 拆卸年份           | 重建後原地所屬的樓宇                                               | 提供升降機的廠商    | 安置屋邨                          |
| ------------------ | ------------------------------- | ------------------ | ------------------ | ------------------------------------------------------------------ | ------------------- | --------------------------------- |
| 第1座              | 新型廉租大廈                    | 1968年             | 2003年             | 聖公會基顯小學新翼及操場 常興樓 常盛樓 常富樓 常榮樓 常康樓 常泰樓 | 三菱                | （同一屋邨） 常逸樓 常滿樓 常悅樓 |
| 第2座              | 新型廉租大廈                    | 1967年             | 2003年             | 聖公會基顯小學新翼及操場 常興樓 常盛樓 常富樓 常榮樓 常康樓 常泰樓 | 英國通用電氣-快而安 | （同一屋邨） 常逸樓 常滿樓 常悅樓 |
| 第3座              | 新型廉租大廈                    | 1968年             | 2003年             | 聖公會基顯小學新翼及操場 常興樓 常盛樓 常富樓 常榮樓 常康樓 常泰樓 | 三菱                | （同一屋邨） 常逸樓 常滿樓 常悅樓 |
| 第4座              | 新型廉租大廈                    | 1967年             | 2003年             | 聖公會基顯小學新翼及操場 常興樓 常盛樓 常富樓 常榮樓 常康樓 常泰樓 | 日立                | （同一屋邨） 常逸樓 常滿樓 常悅樓 |
| 第5座              | 新型廉租大廈                    | 1967年             | 2003年             | 聖公會基顯小學新翼及操場 常興樓 常盛樓 常富樓 常榮樓 常康樓 常泰樓 | 日立                | （同一屋邨） 常逸樓 常滿樓 常悅樓 |
| 第9座              | 新型廉租大廈 （不帶獨立衛生間） | 1967年             | 1998年             | 常滿樓 常逸樓 常悅樓                                               | 日立                | 翠屏南邨 雲漢邨 啟田邨            |
| 第10座             | 新型廉租大廈 （不帶獨立衛生間） | 1967年             | 1998年             | 常滿樓 常逸樓 常悅樓                                               | 日立                | 翠屏南邨 雲漢邨 啟田邨            |
| 第11座             | 新型廉租大廈 （不帶獨立衛生間） | 1967年             | 1998年             | 常滿樓 常逸樓 常悅樓                                               | 日立                | 翠屏南邨 雲漢邨 啟田邨            |
| 第12座             | 新型廉租大廈 （不帶獨立衛生間） | 1967年             | 1998年             | 常滿樓 常逸樓 常悅樓                                               | 日立                | 翠屏南邨 雲漢邨 啟田邨            |

## 教育及福利設施

### 幼稚園
- 平安福音堂幼稚園（牛頭角） （页面存档备份，存于） （2003年創辦）（位於常滿樓地下）

### 小學
- 聖公會基顯小學（1968年創辦）
- 閩僑小學 （页面存档备份，存于） （1969年創辦）

重建前/已遷出學校
- 牛頭角天主教小學（已於2000-2002年分兩階段遷往近樂華邨用地，並改名為樂華天主教小學）
- 香港道教聯合會雲泉學校（1969年創辦，已於2025年遷往秀茂坪）
- 天式幼稚園（英語：Theseus Kindergarten，已停辦）
- 恩恩幼稚園（已遷往慈雲山慈康邨，並改名為「基督教中國佈道會恩恩創意幼稚園」）
- 基督教小天使幼稚園

### 綜合家庭服務中心
- 社會福利署牛頭角綜合家庭服務中心（位於常悅樓3樓平台）

### 綜合青少年服務中心
- 循道衛理觀塘社會服務處牛頭角青少年綜合服務中心 （页面存档备份，存于） （位於牛頭角上邨中央廣場）

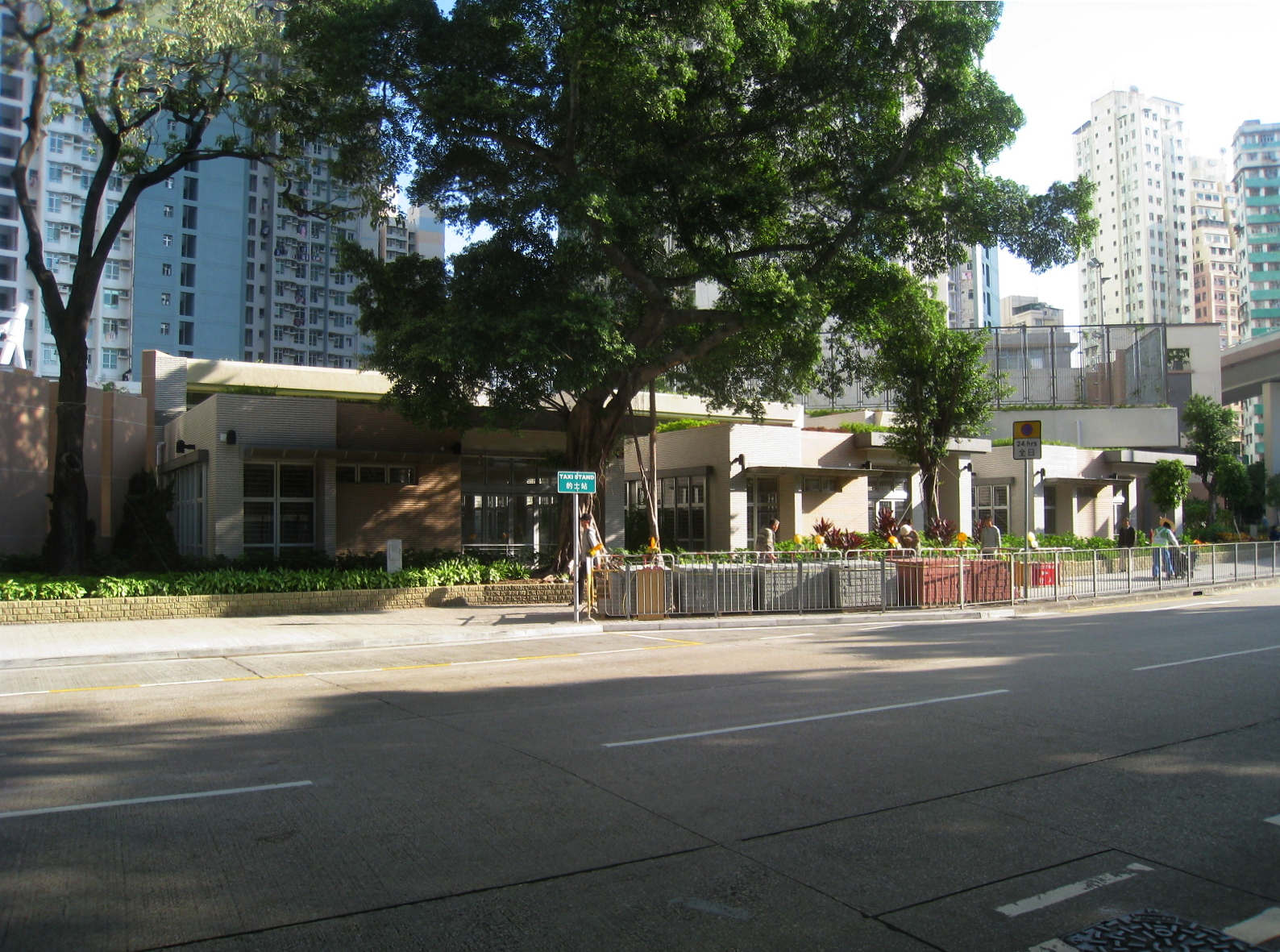
綜合青少年服務中心

### 長者鄰舍中心
- 竹園區神召會牛頭角長者鄰舍中心（页面存档备份，存于）（1989年創辦）（位於常盛樓及常富樓地下）

## 商場

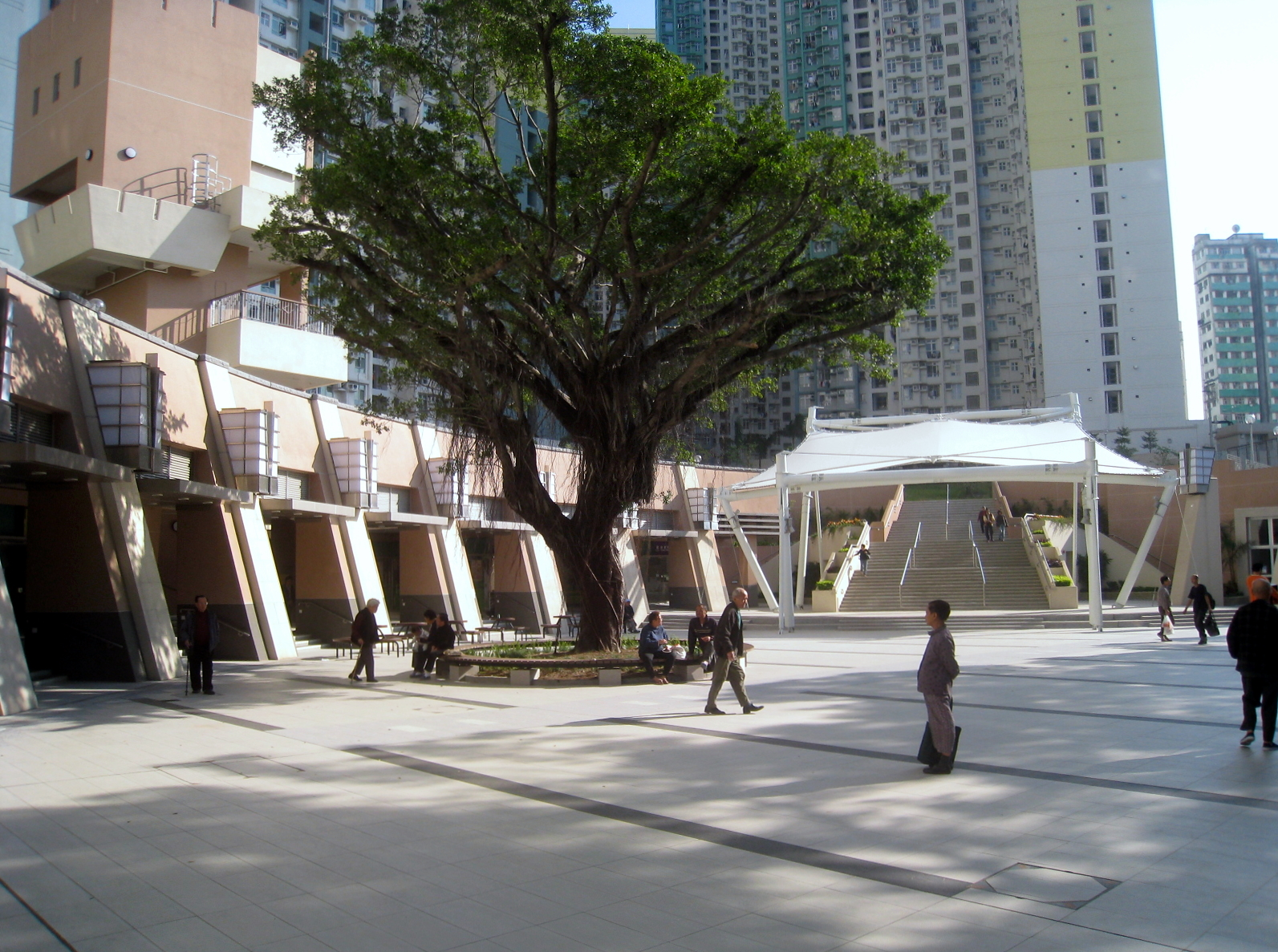
牛頭角上邨商場

牛頭角上邨商場為單層式建築、座落於牛頭角上邨第二期地下、牛頭角道與安德道交界，已於2009年7月底落成，同年9月正式啟用。該商場一共有6個舖位，提供總商用面積約1,100平方米。包括有一部匯豐銀行自助櫃員機、美心MX快餐、7-11便利店、西藥房、牛頭角街坊福利會、西醫診所和佔地約608平方米的U購超級市場，供應居民日常所需。此外，商場內並設有循道衛理牛頭角青少年綜合服務中心。

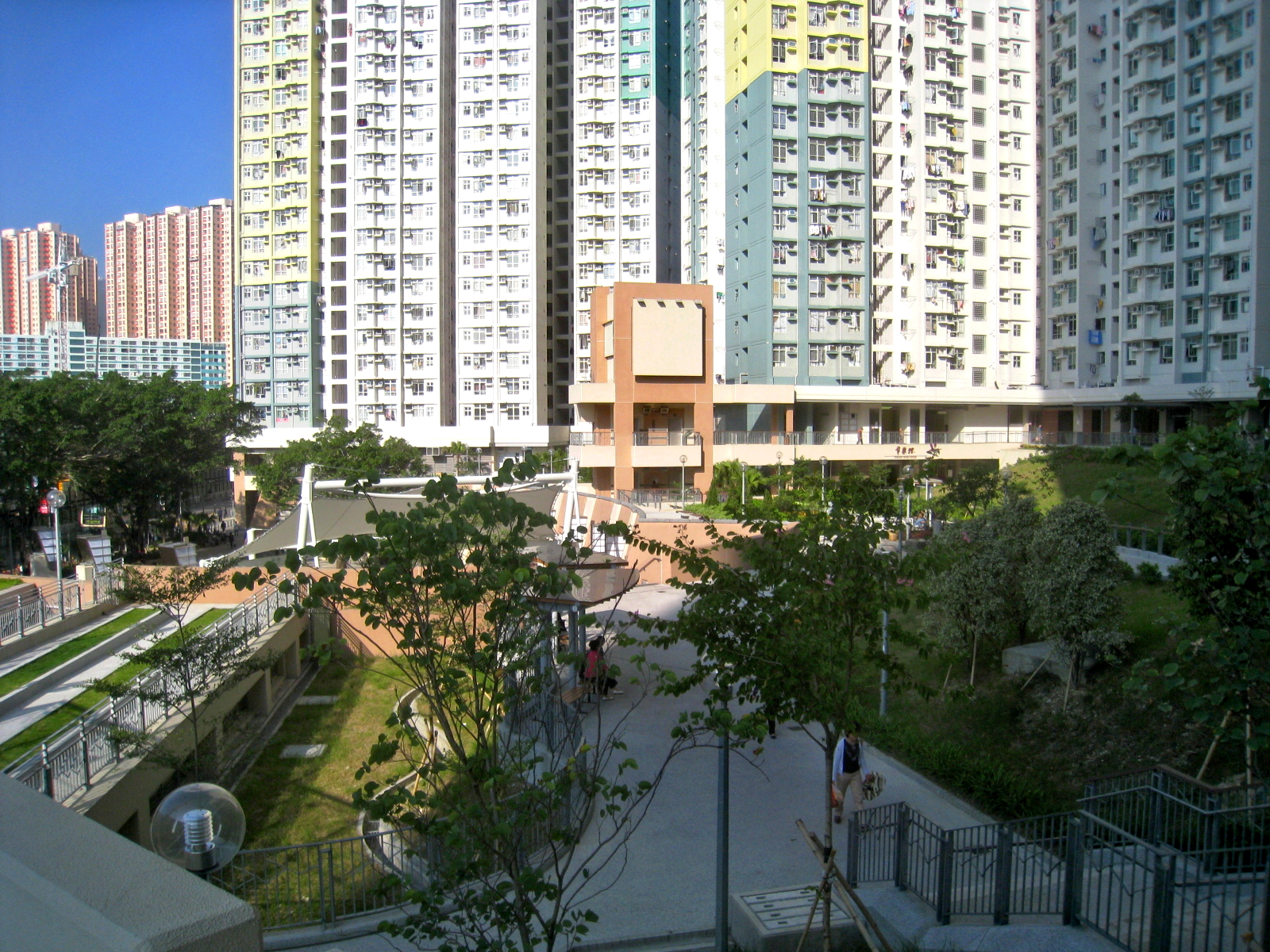
牛頭角上邨第二期花園

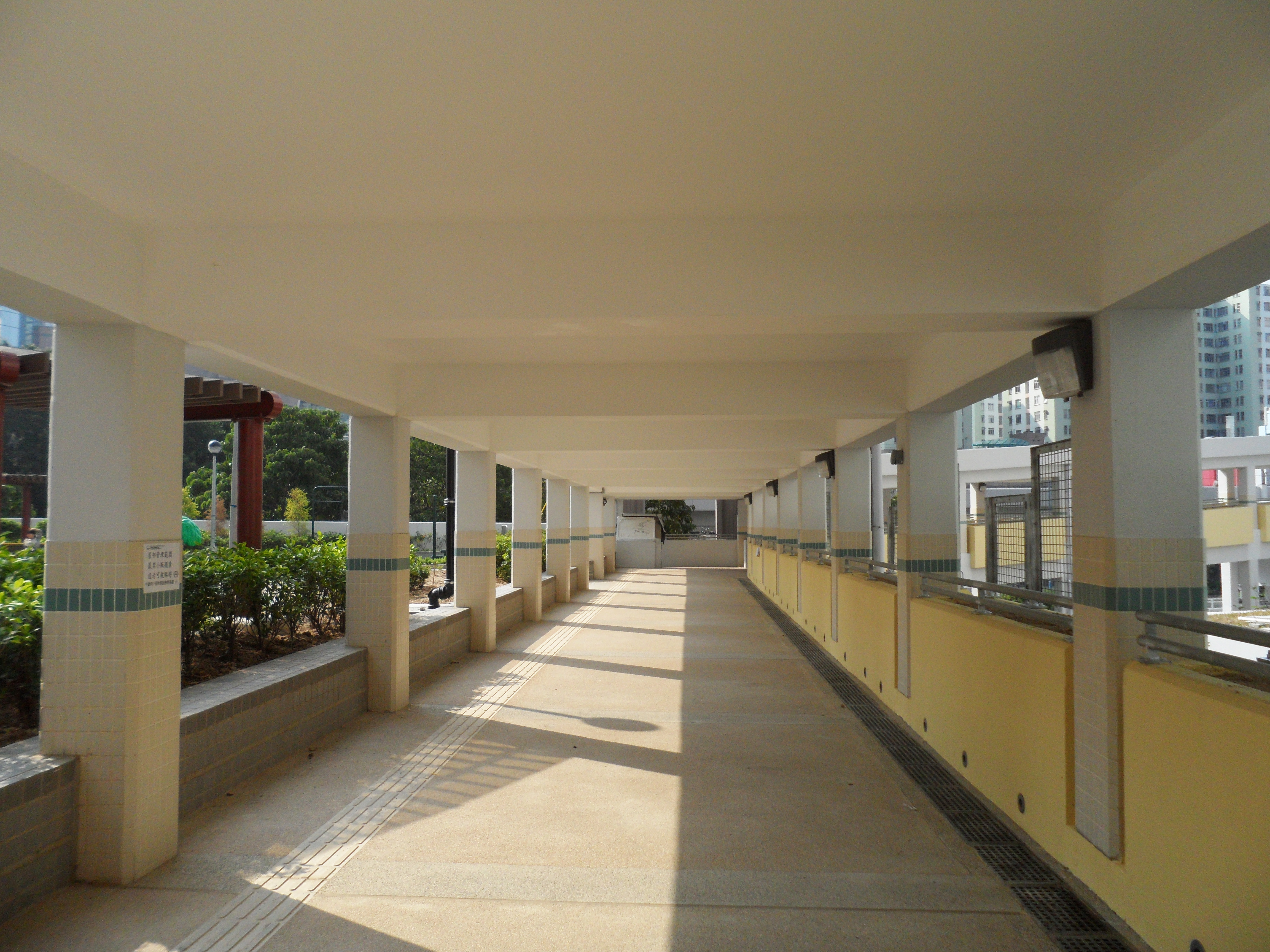
往九龍灣站行人天橋

## 停車場
牛頭角上邨有兩個停車場，牛頭角上邨一期室內停車場由領展擁有和管理，車位數目171個，提供時租、12小時泊、「隨意泊」和月租服務，車輛可由安德道或安善道進出。另一個停車場則接近常康樓和常榮樓，出入口位於安德道，內有少位露天車位，允許免費15分鐘上落客。

## 相片集

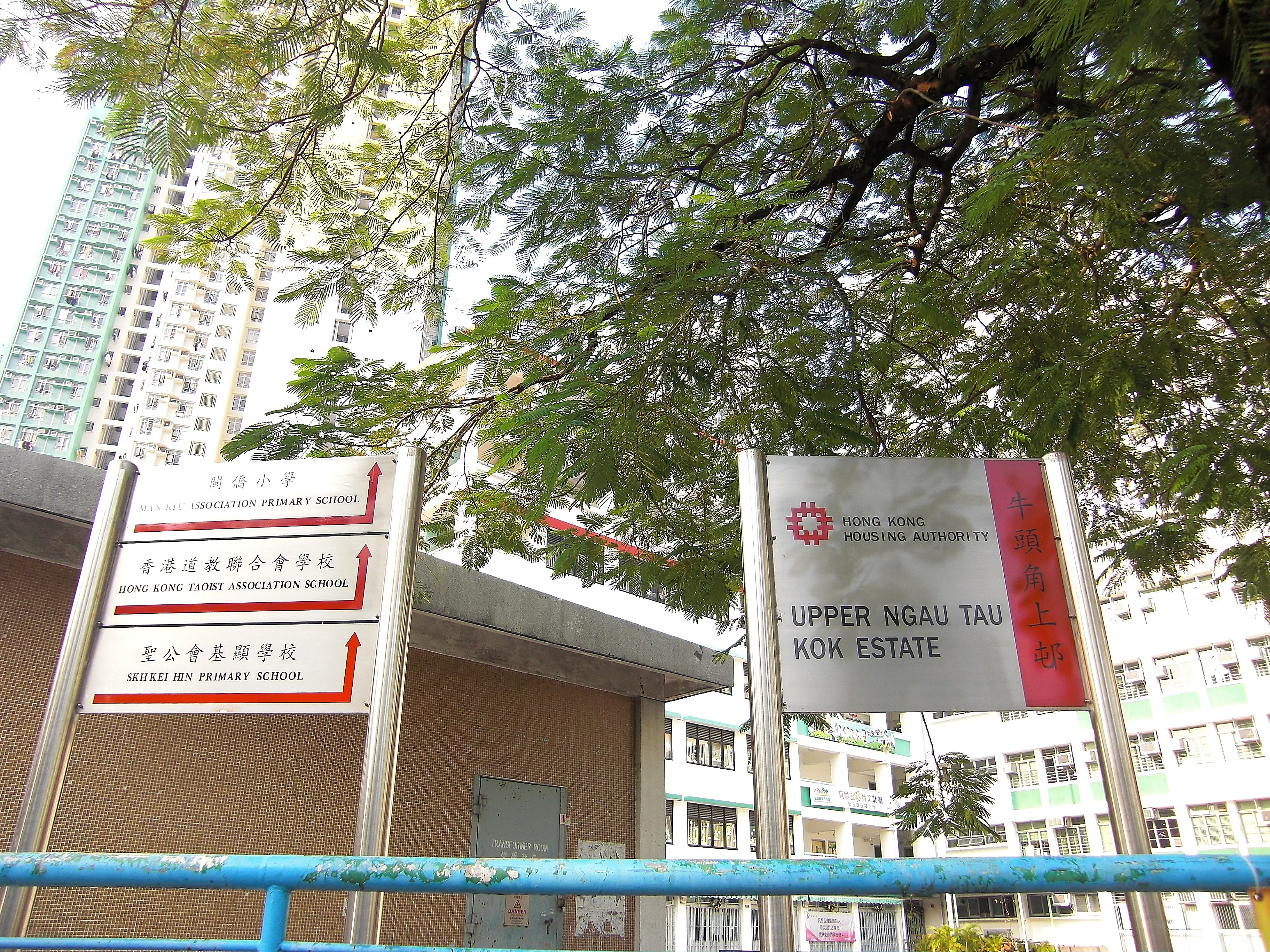
取代位於安善道的舊牛頭角上邨邨牌的新式邨牌（2009年5月）
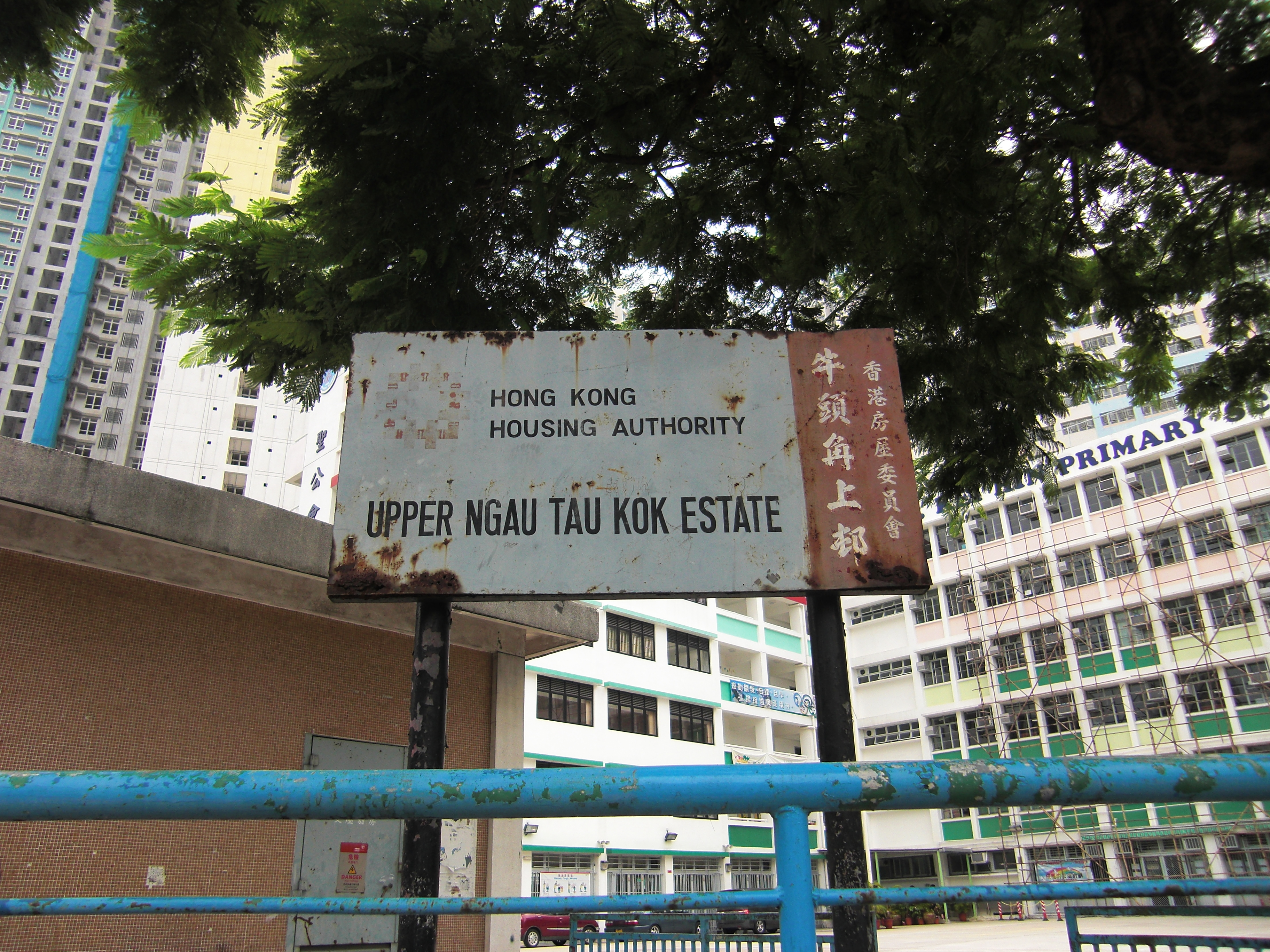
已消失的安善道前代牛頭角上邨邨牌（2008年8月）
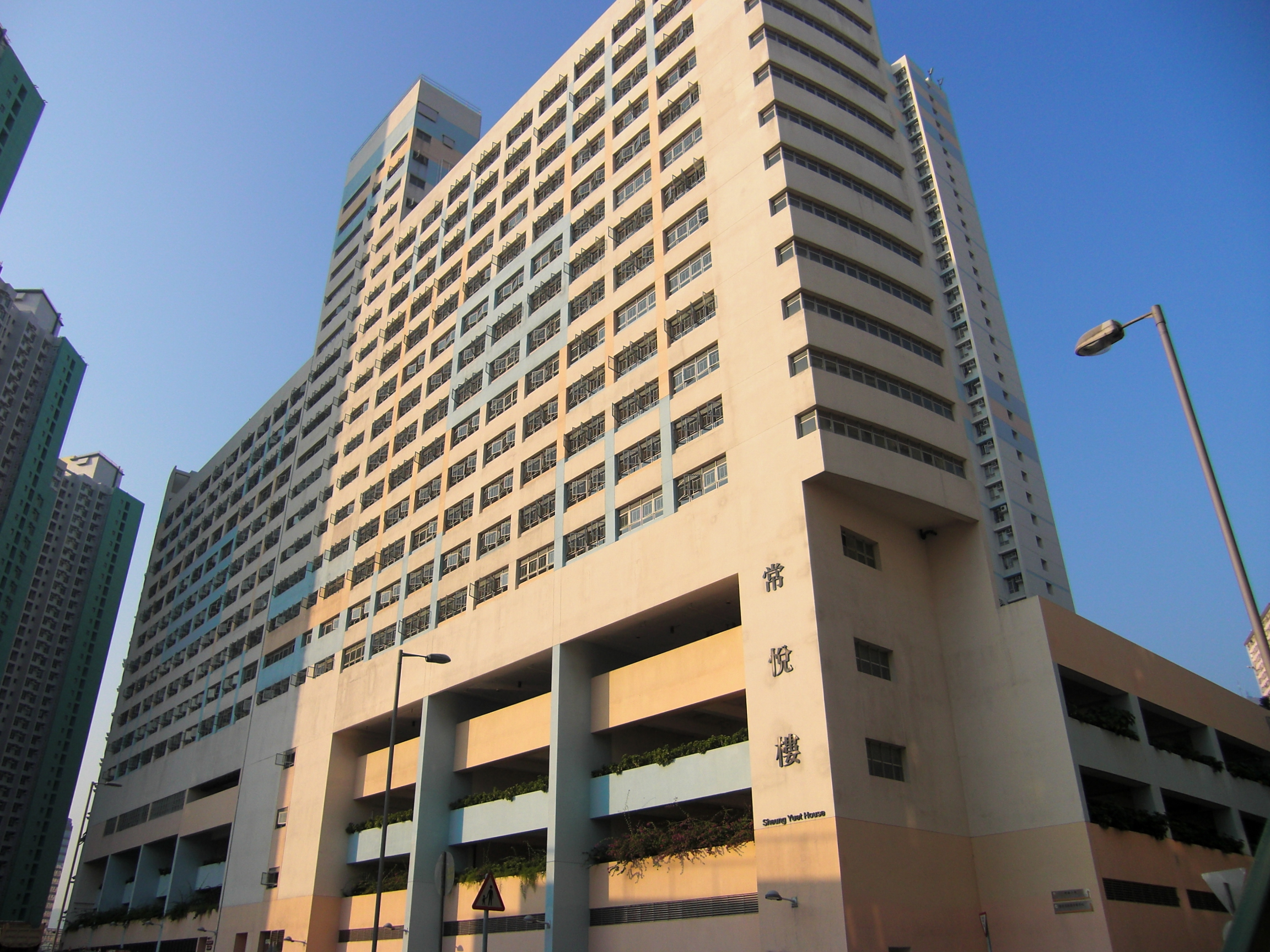
牛頭角上邨常悅樓外部（2008年11月）
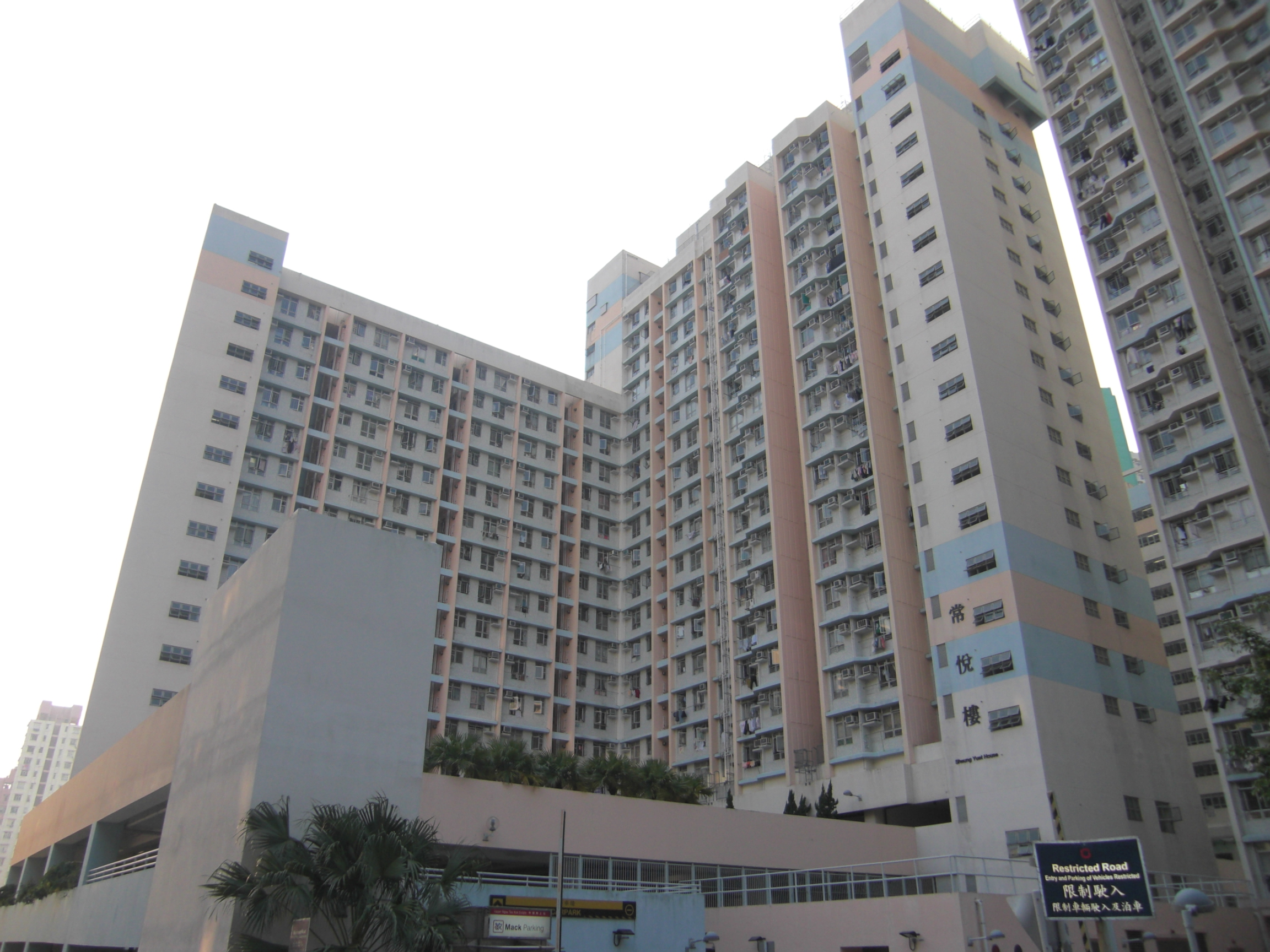
牛頭角上邨常悅樓內部（2008年11月）
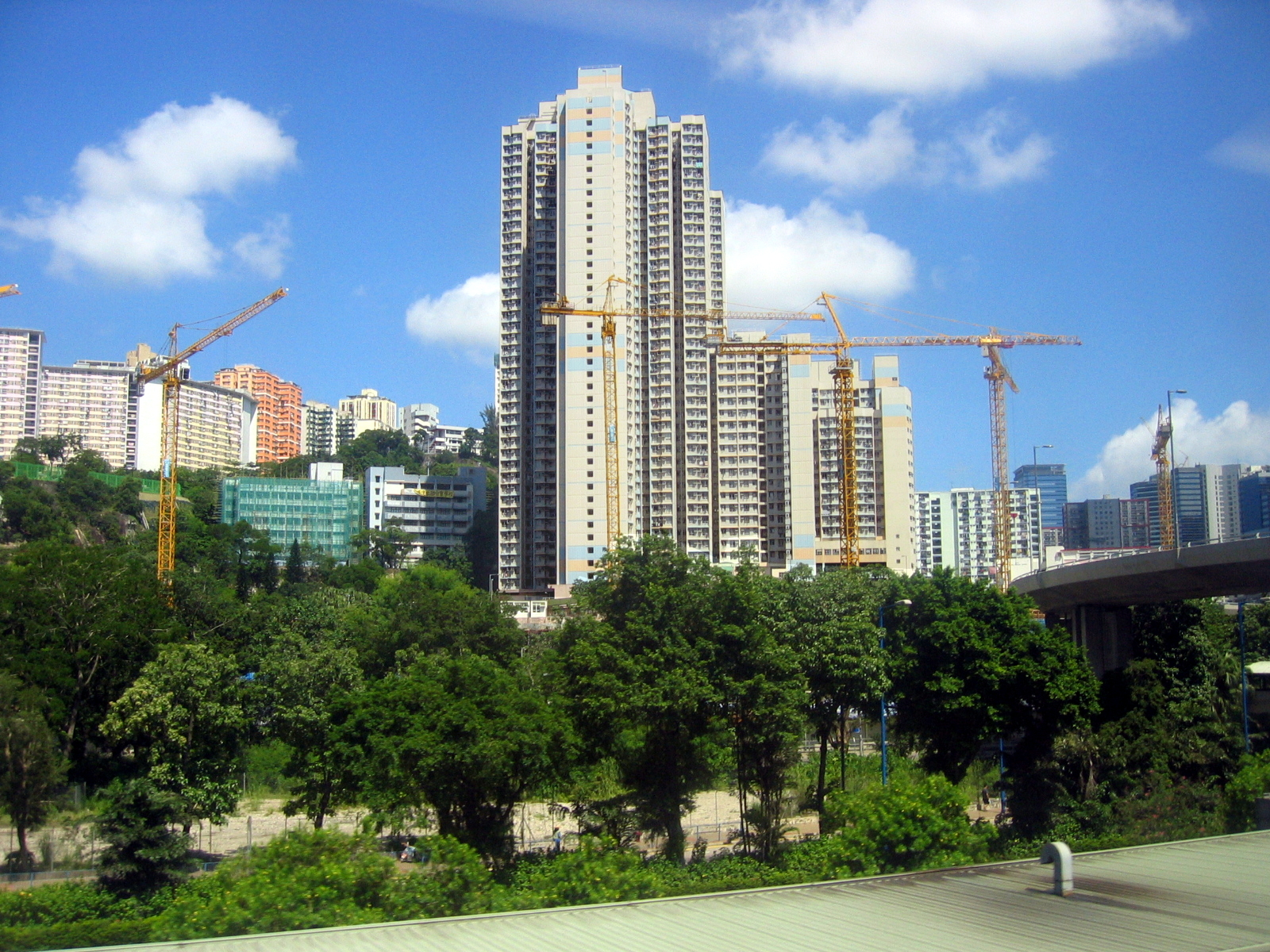
遠眺牛頭角上邨，可見重建中的新樓宇（2006年8月）
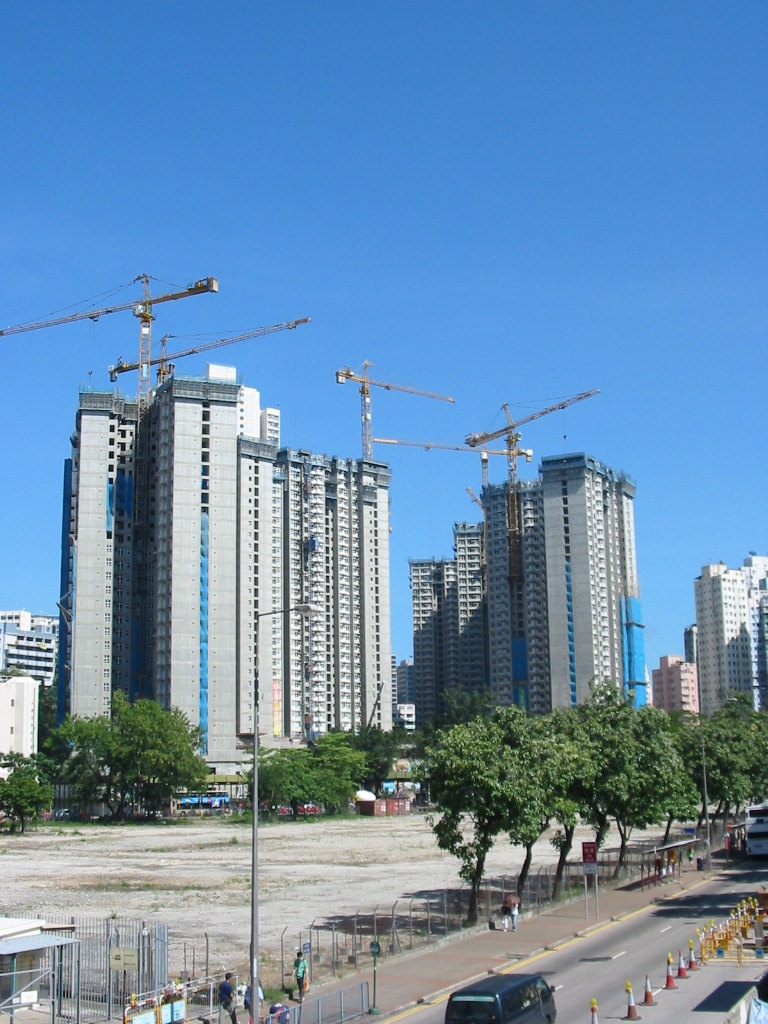
現有及重建中的牛頭角上邨新廈（2007年7月）
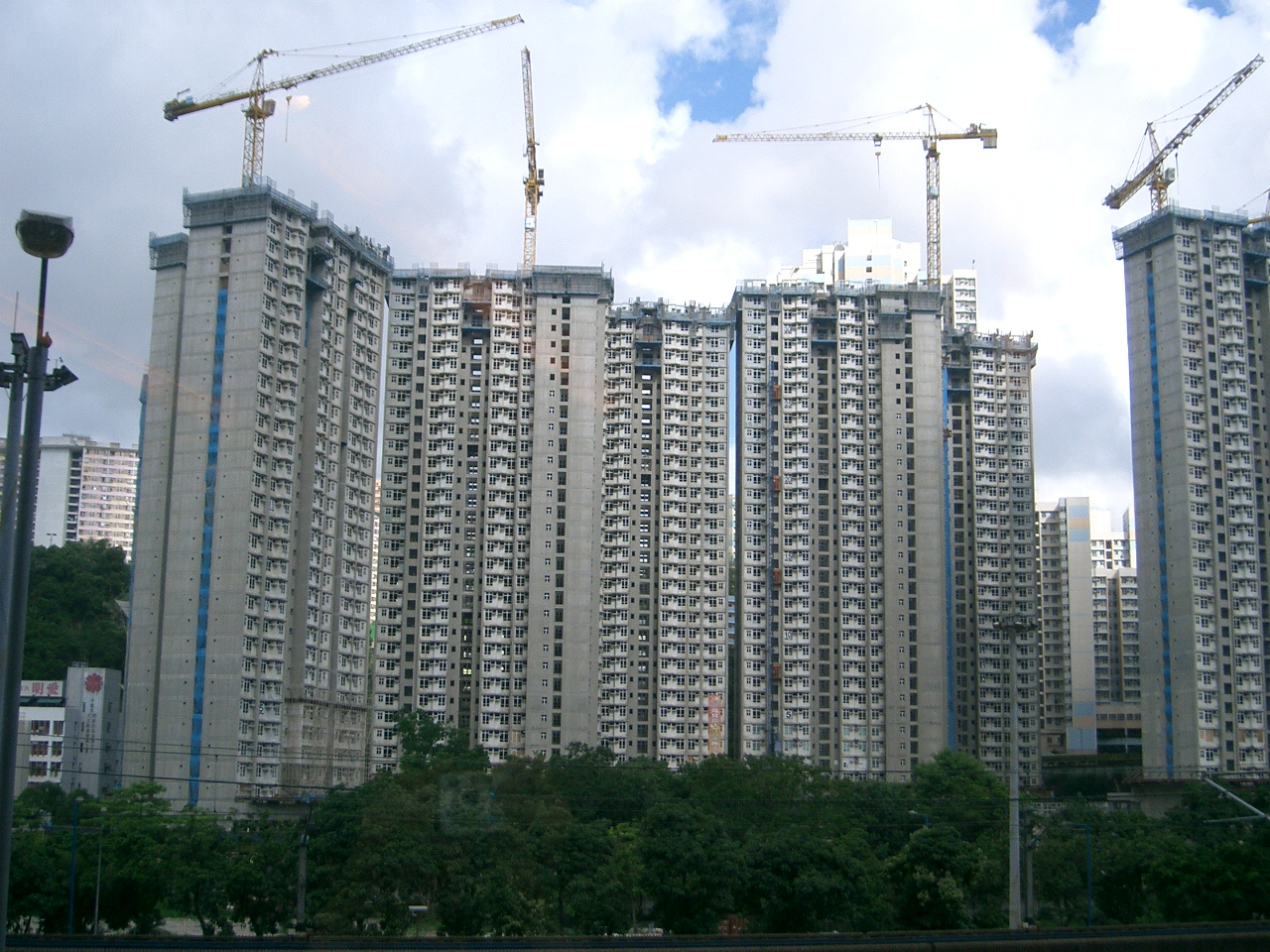
重建中的牛頭角上邨新廈，圖中為牛頭角上邨第二期（2007年8月）
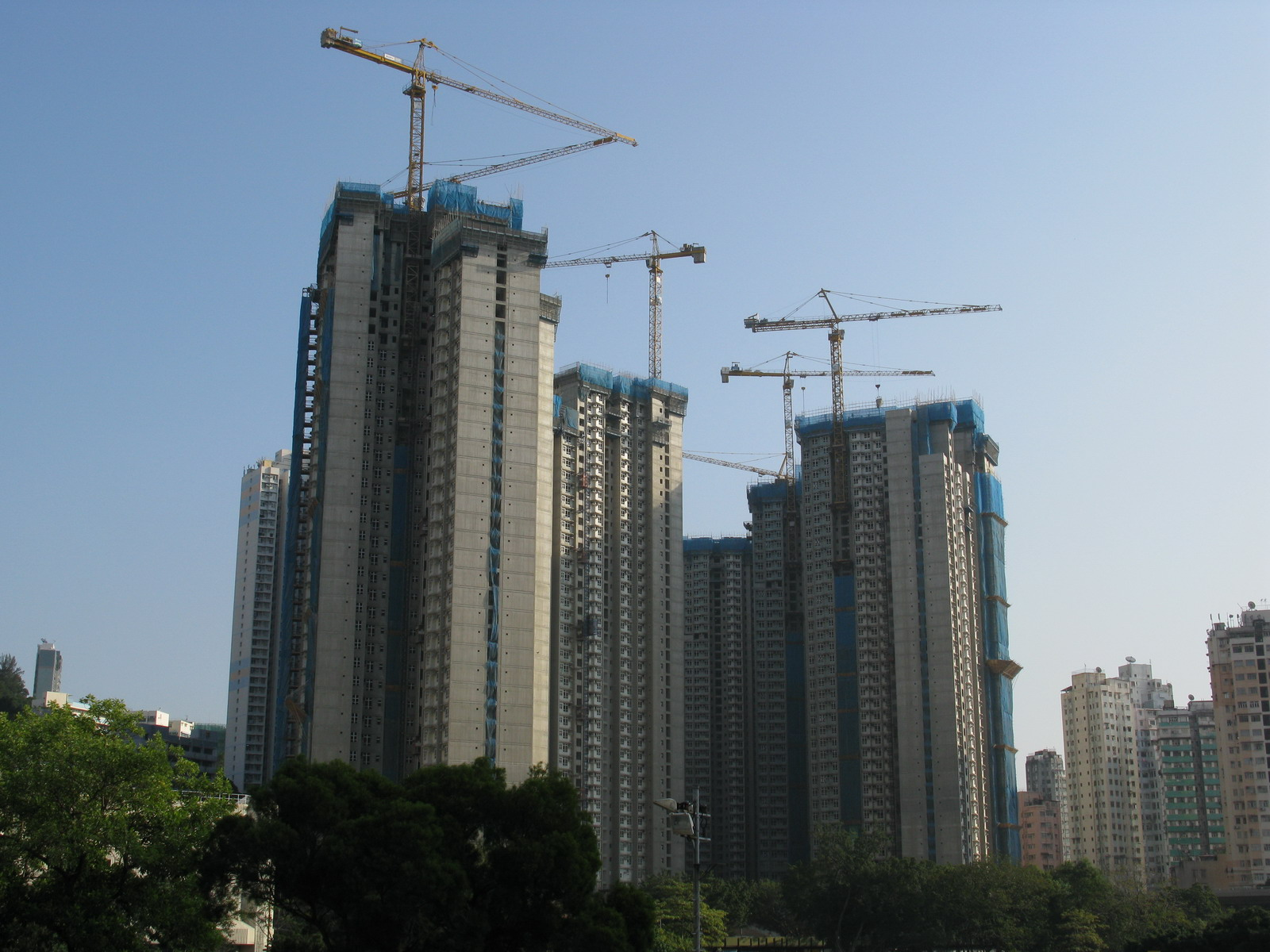
重建中的牛頭角上邨新廈（2007年12月）
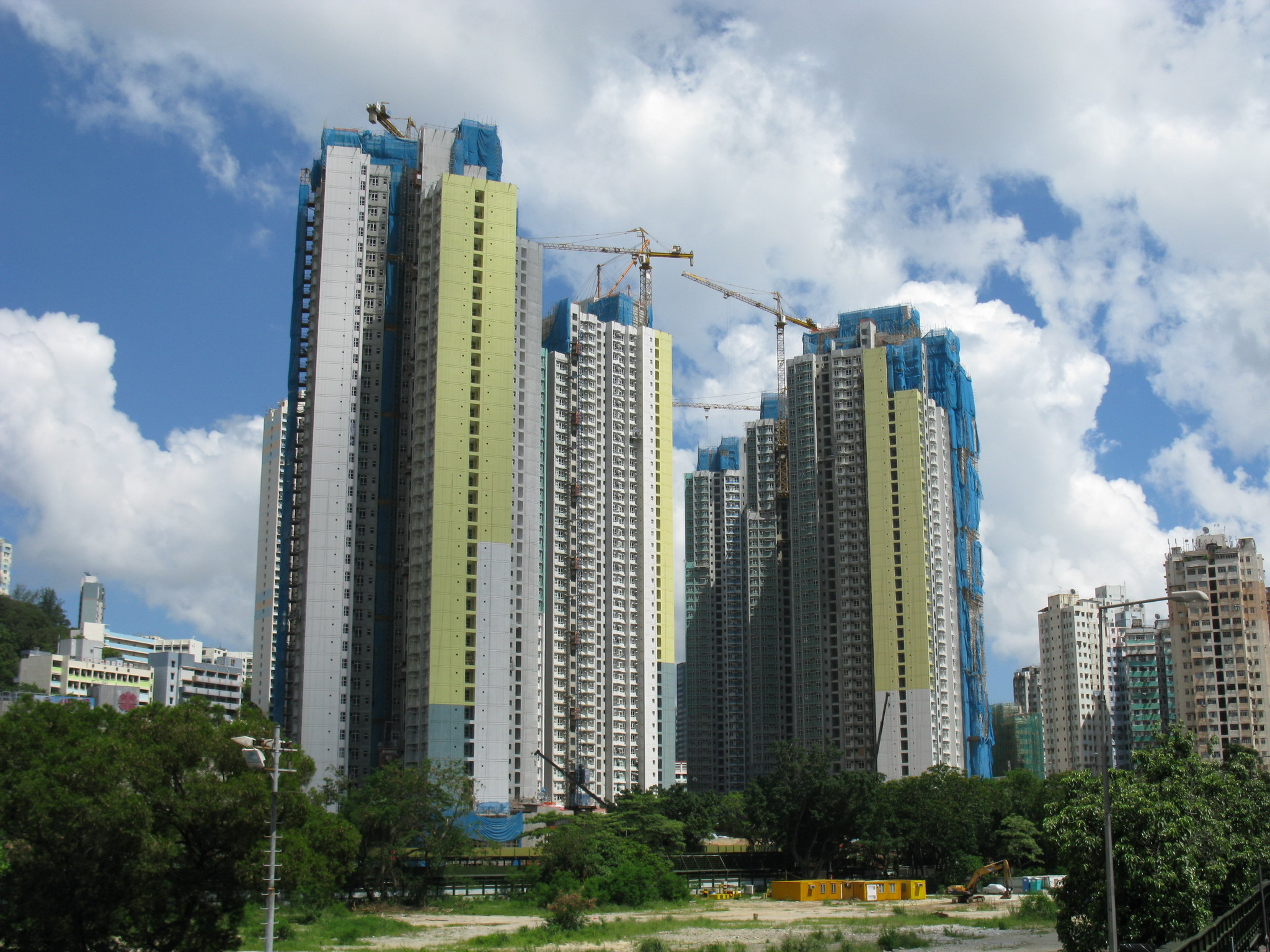
重建中的牛頭角上邨新廈，最左前方的新廈為常泰樓。（2008年7月）
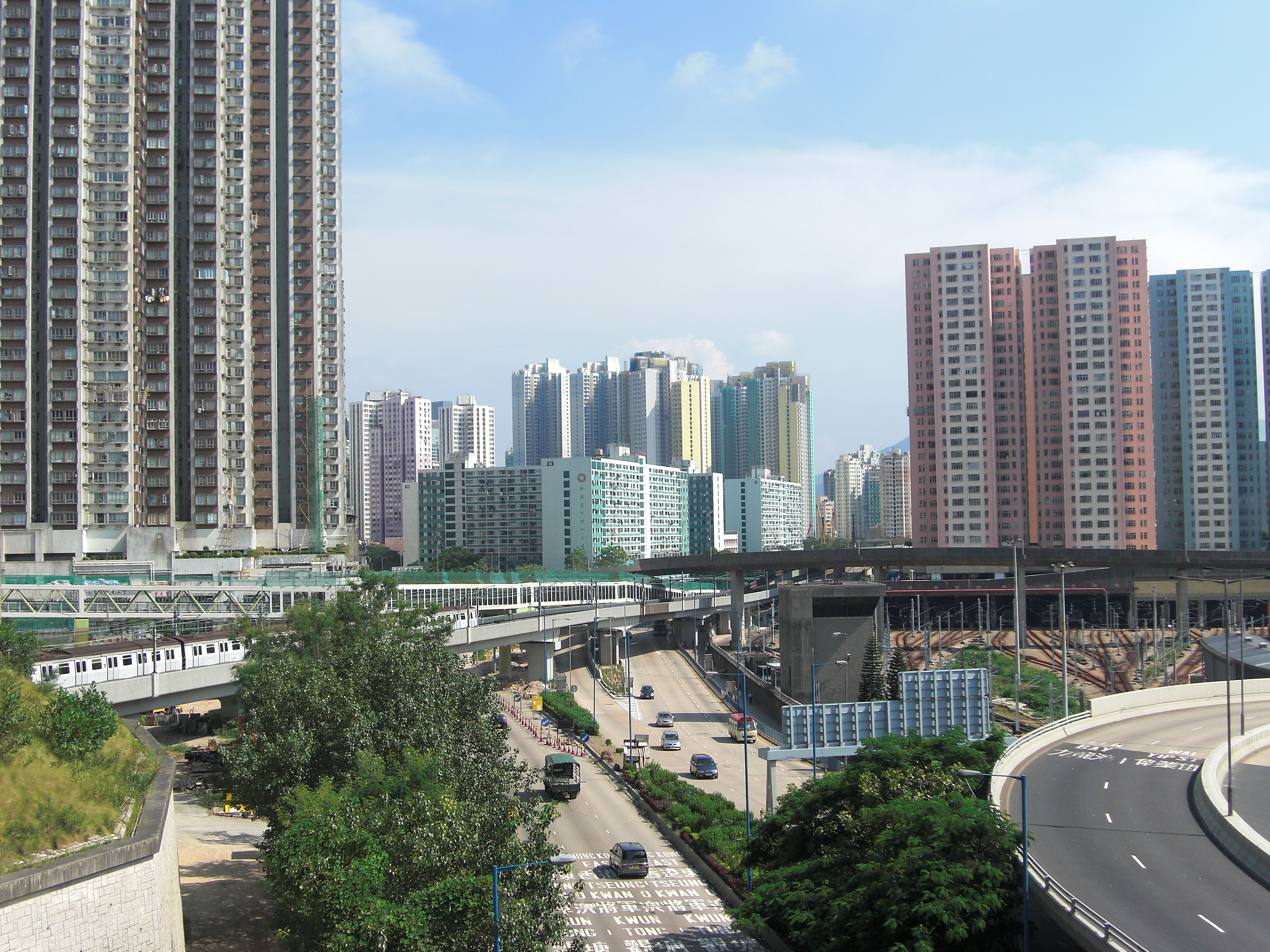
於佐敦谷平山（彩榮路）遠眺牛頭角。上方為牛頭角上邨第一至第二期，下方為即將拆卸的牛頭角下邨二區（2008年9月）
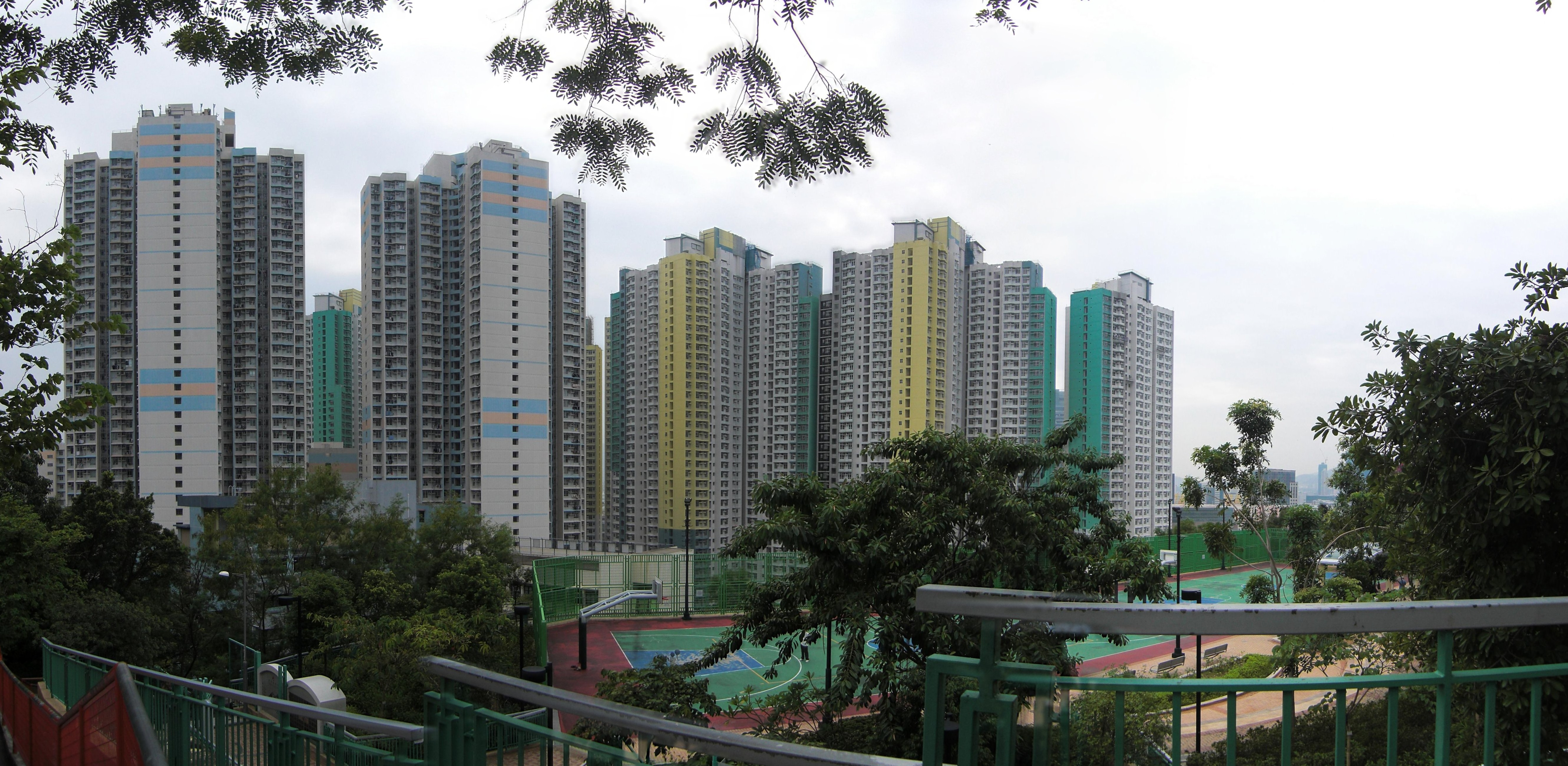
完成重建的牛頭角上邨，右方為牛頭角上邨第二期
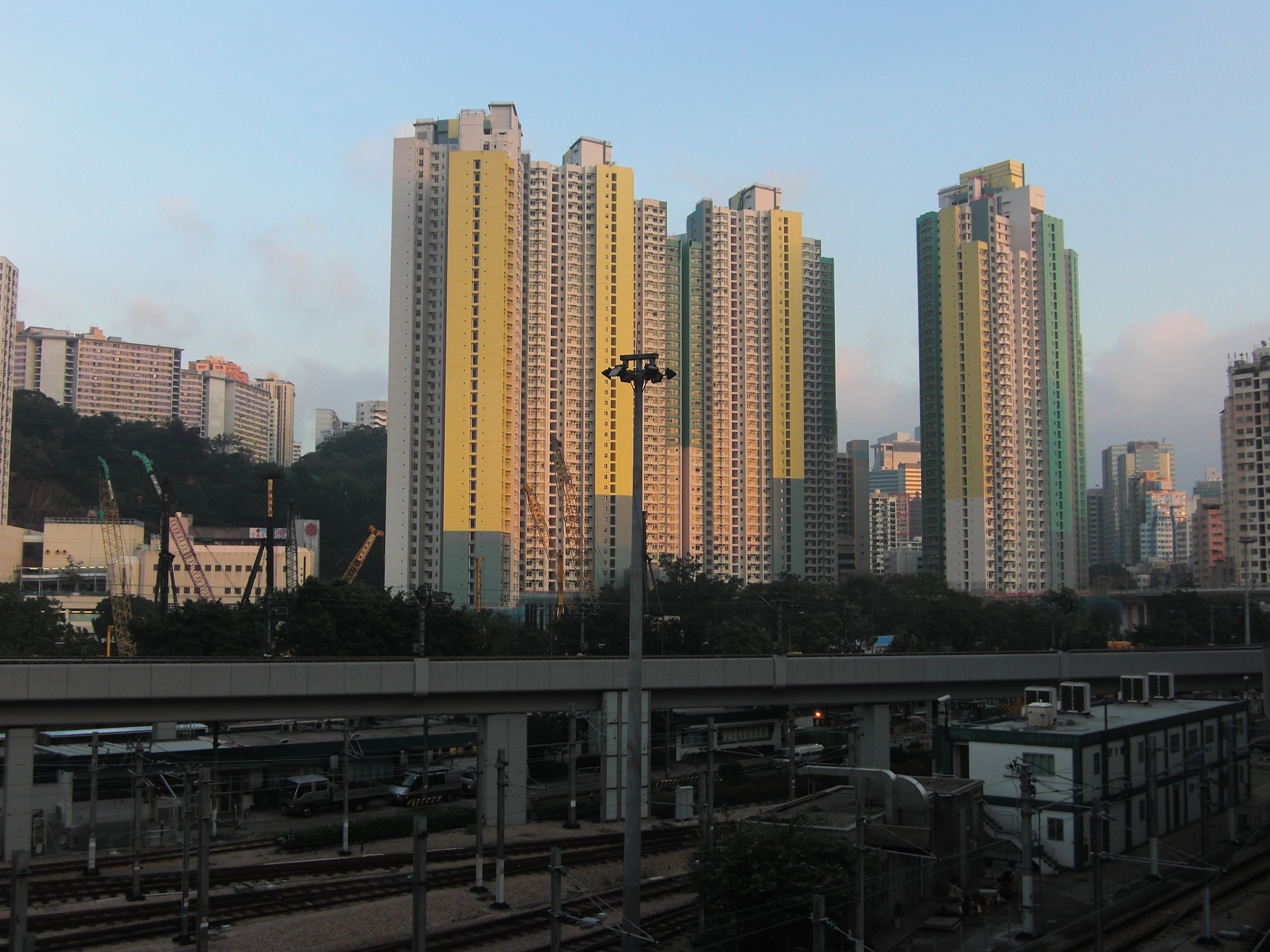
正式竣工的牛頭角上邨新廈（2008年10月）
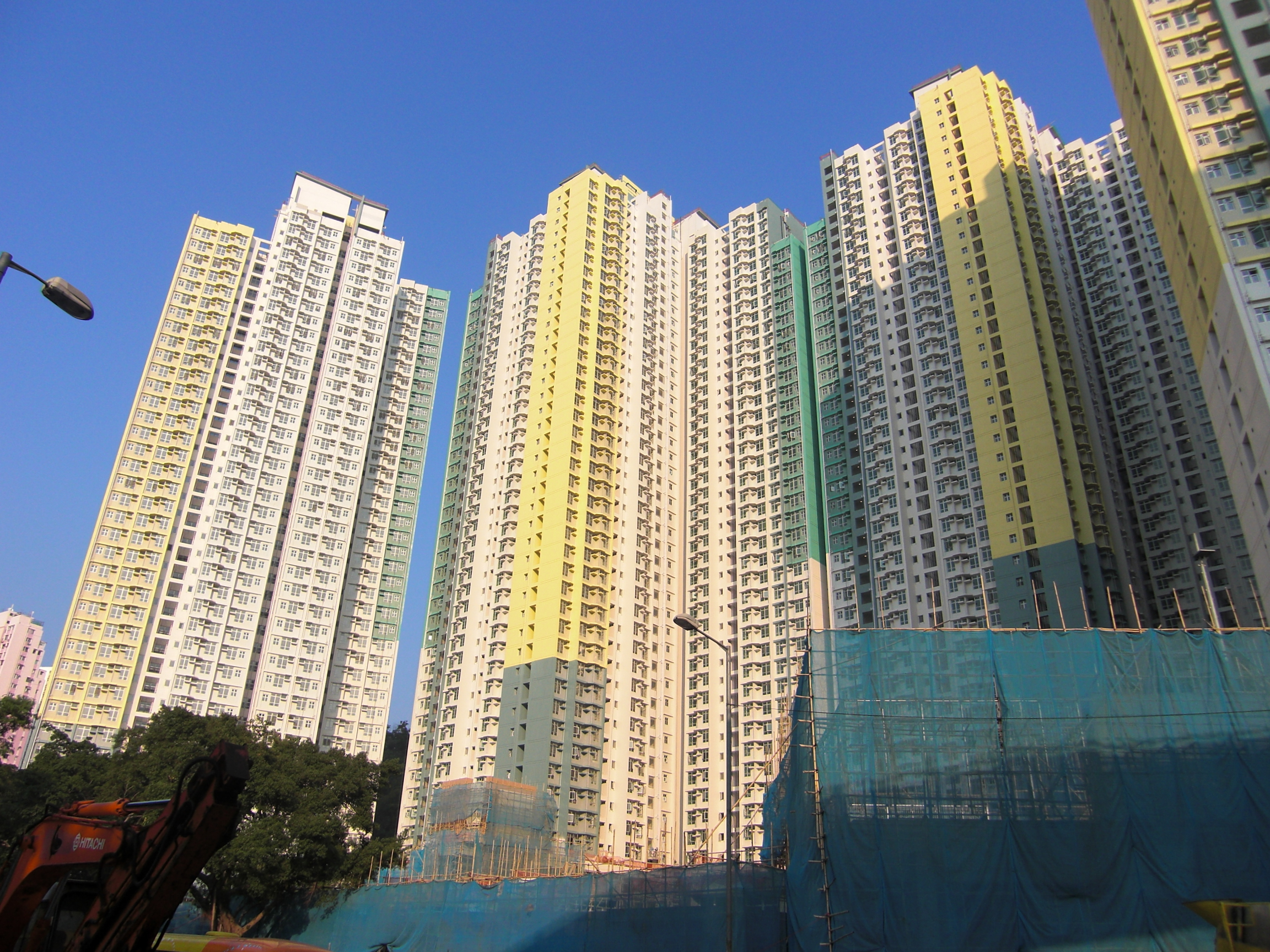
牛頭角上邨第二期外觀（2008年11月）
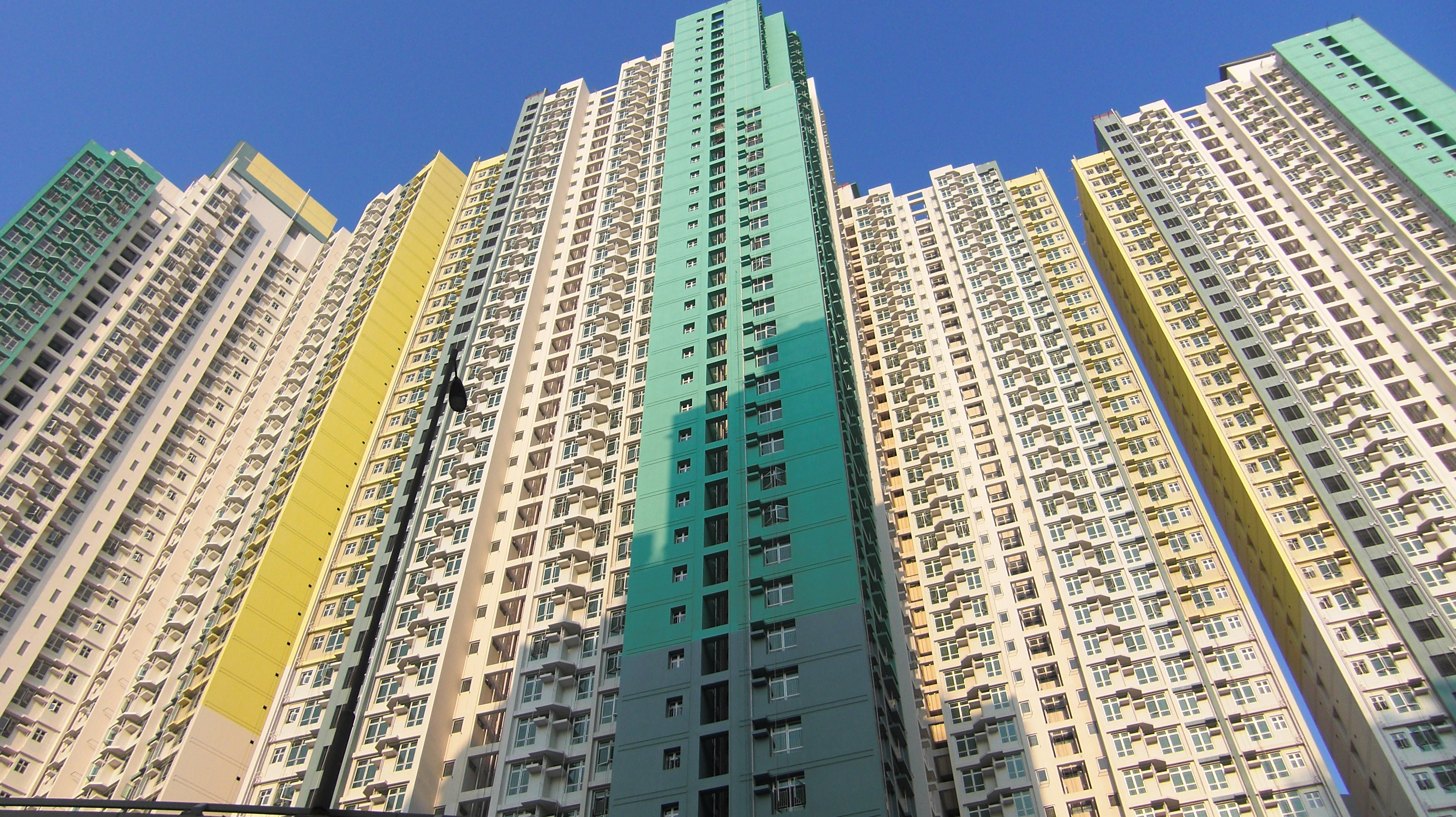
牛頭角上邨第三期外觀（2008年11月）
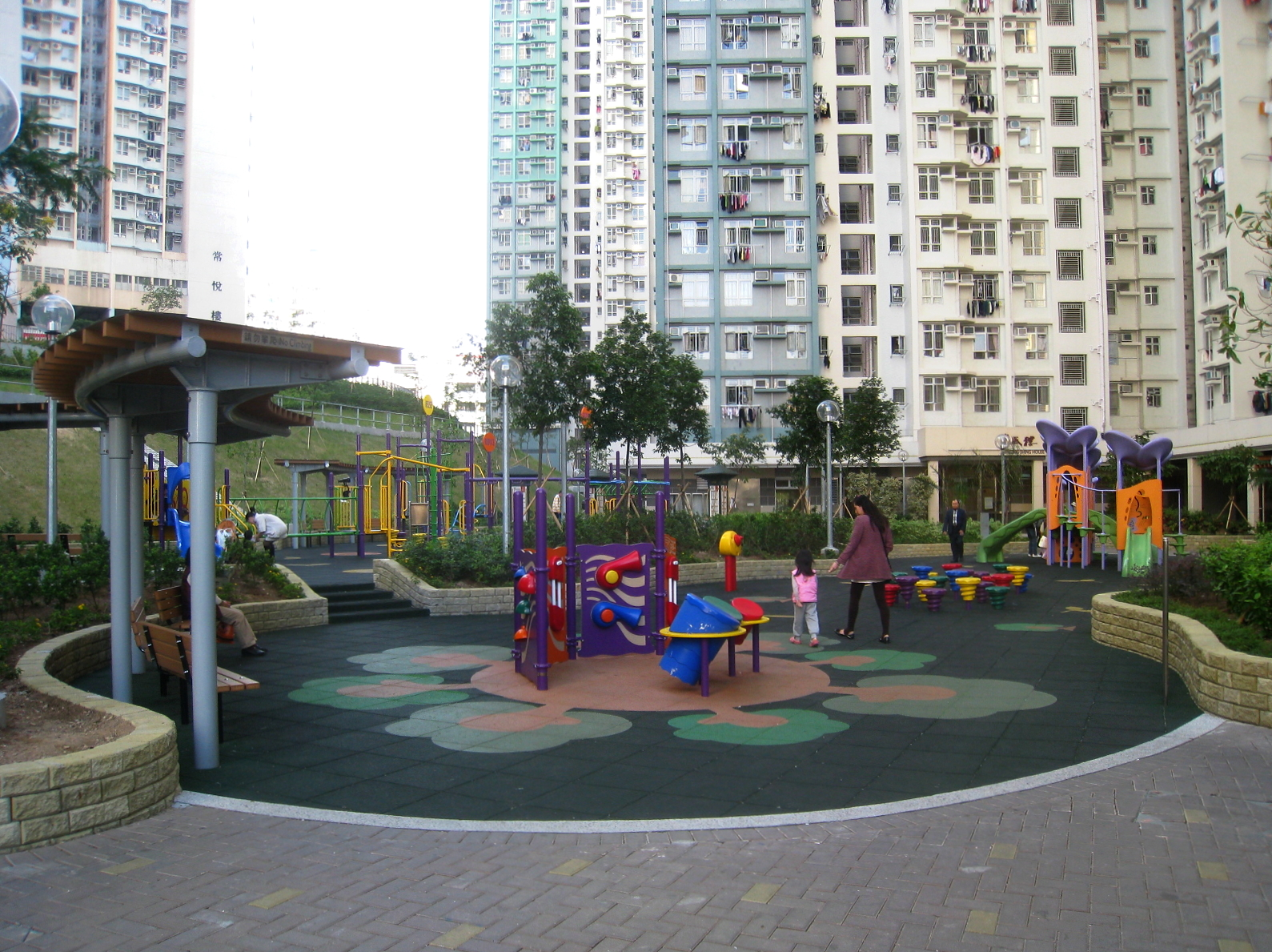
牛頭角上邨第三期遊樂場
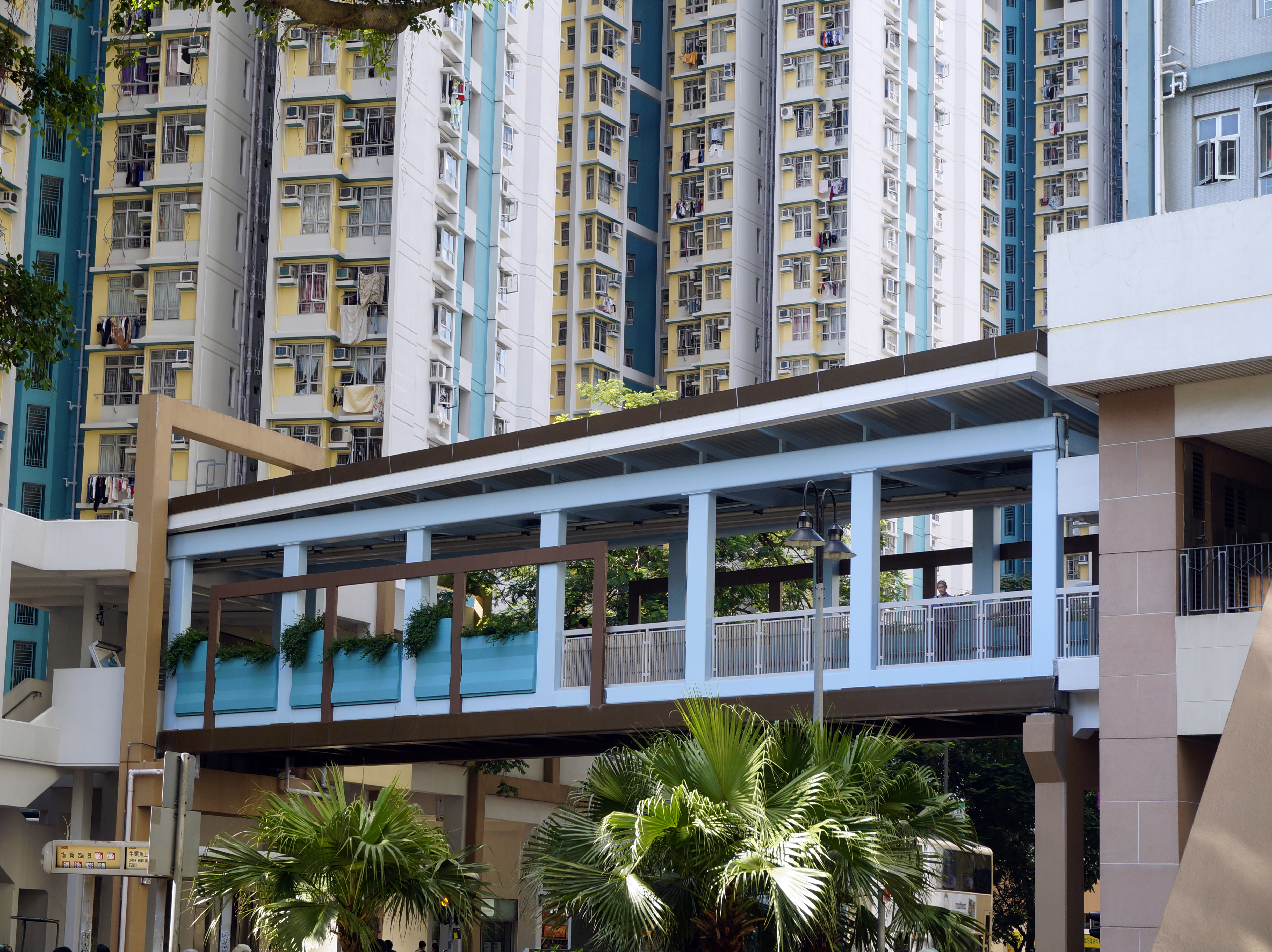
連接下邨與上邨的行人天橋

## 外景場地
- 恩恩幼稚園曾成為電影《癲佬正傳》中阿全斬殺幼稚園師生一幕（影射1982年元洲街邨安安幼稚園斬人案）的取景場地。
- 牛頭角上邨清拆前，曾予香港電台借用作拍攝電視劇《執法群英》半獸人調査案件所在大廈內的部分[8]。
- 牛頭角上邨第二及第三期在興建時，曾和隔壁聖公會基顯小學，共同借用作拍攝電視劇《廉政行動2007》單元二「沙丘城堡」短樁居屋建築地盤部分[9]。
- 香港電台電視節目《流金頌》第八集《落葉歸根》[10]
- 牛下女高音2018年拍攝

## 事件

### 牛頭角上邨11座17樓碎屍案
1989年1月30日，一名16歲中五女學生阿華放學回11座家途中，被同邨一名58歲陌生男子馬安藉求代為填寫表格，引入兇手居住的單位內殺害。兩天後，兇手烹屍後將部份已被肢解的軀體分別用數個白色垃圾膠袋棄置垃圾房。棄屍過程令居住相同樓層的一名休班警員途經時起疑，最後案件被揭發。兇手並無精神病記錄，在警方偵查時聲稱死者貌似令他非常恨透的一名女兒。經法庭審訊，陪審團一致裁定謀殺罪名成立，法官依例判處死刑 ，1991年改判終身。
原牛頭角上邨11座已於1998年拆卸，重建後是現時牛頭角上邨第一期的常滿樓和常悅樓位置。

### 25歲男涉弒母案
2022年11月30日，常榮樓905室發生命案，一名25歲男子涉嫌於單位內殺害其50歲母親，並將屍體藏到睡房床底。